# Rizal, Kalinga

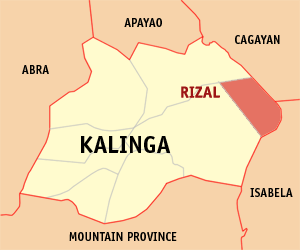
Bản đồ Kalinga với vị trí của Rizal

Rizal là một đô thị hạng 5 ở tỉnh Kalinga, Philippines. Theo điều tra dân số năm 2000 của Philipin, đô thị này có dân số 13.652 người trong 2.594 hộ.

## Các đơn vị hành chính
Rizal được chia ra 14 barangay.
- Babalag East
- Calaocan
- Kinama
- Liwan East
- Liwan West
- Macutay
- San Pascual
- San Quintin
- Santor
- Babalag West
- San Felipe (Bagbag-Bulbol)
- Romualdez
- San Francisco
- San Pedro